# Astra 1KR
Astra 1KR – супутникове телебачення на 19,2 ° на схід від SES Global (раніше SES Astra; нім. Société Européenne des  Satellites Astra), зі штаб-квартирою в Бецдорфу у Люксембурзі.
Супутник був запущений 20 квітня 2006 року мисі Канаверал станції ВВС, космічний центр у Флориді (США), що перевозяться в космос. Запуск на борту Atlas V ракета пройшла гладко. Він замінить Astra 1KR, який разом зі своїм фальстарт 26 Листопад 2002 Протон ракетою, що опинилися в орбіті парковка. Додавання R в ім'я Astra 1KR  є Reflight (про повторення).
Astra 1KR вартістю близько €200 мільйонів. Його тривалість життя становить 15 років. Він бере на себе обов'язки Astra 1B і 1C. Astra 1L несе 32 транспондерів. Потужність буде закрита протягом 5 років до 28 активних транспондерів.

## Прийом
Сигнал супутника може прийматись в Європі.
Передача здійснюється в Ku-діапазоні.